# Mariano Puerta
Mariano Rubén Puerta (ur. 19 września 1978 w San Francisco) – argentyński tenisista, reprezentant w Pucharze Davisa, finalista wielkoszlemowego French Open 2005.

## Kariera tenisowa
W gronie juniorów Puerta w 1995 roku doszedł do finału French Open w grze pojedynczej, gdzie przegrał z Mariano Zabaletą, a sezon 1995 zakończył na 4. miejscu w klasyfikacji juniorów.
Jako zawodowy tenisista Puerta występował w latach 1998–2009.
W grze pojedynczej Puerta awansował do 10 finałów rozgrywek rangi ATP World Tour, z których w 3 zwyciężył.
W grze podwójnej tenisista argentyński zagrał w 3 finałach, które zakończył jako mistrz. Jednym z przegranych finałów Argentyńczyka jest finał French Open. Do finału doszedł pokonawszy m.in. w ćwierćfinale Guillermo Cañasa, w półfinale Nikołaja Dawydienkę. W finale nie sprostał Rafaelowi Nadalowi.
W latach 1999–2005 reprezentował Argentynę w Pucharze Davisa. Zagrał łącznie w 11 meczach, z których w 8 triumfował.
W rankingu gry pojedynczej Puerta najwyżej był na 9. miejscu (15 sierpnia 2005), a w klasyfikacji gry podwójnej na 68. pozycji (2 sierpnia 1999).

### Powiązania z dopingiem
W 2003 roku Puerta został zdyskwalifikowany na 9 miesięcy za używanie środków dopingujących (klenbuterolu).
Badanie antydopingowe po French Open z 2005 roku wykazało w organizmie tenisisty środek pobudzający – etylefrynę. W grudniu tego samego roku decyzją Międzynarodowej Federacji Tenisowej został zdyskwalifikowany na 8 lat. Wyniki uzyskane podczas tego turnieju zostały anulowane, także zdobyte punkty rankingowe cofnięto. Argentyńczyk został też zobowiązany do oddania wszystkich nagród. Sportowy Sąd Arbitrażowy zdecydował o skróceniu kary do 2 lat, gdyż stwierdził, że tenisista przyjął środek przypadkowo. Miało się to stać, gdy Puerta napił się ze szklanki, w której jego żona przygotowywała sobie lek redukujący objawy napięcia przedmiesiączkowego. Trybunał dodał także, że ilość środka, który spożył tenisista nie wpłynęła na jego grę, bo była bardzo mała. Po latach Argentyńczyk przyznał, że złożone wyjaśnienie było kłamstwem, a etylefryna w jego organizmie znalazła się wskutek przyjmowania suplementu zaleconego przez trenera przygotowania fizycznego.

### Finały w turniejach ATP World Tour
| Nazwa                         |
| ----------------------------- |
| Wielki Szlem                  |
| Igrzyska olimpijskie          |
| Tennis Masters Cup            |
| ATP Masters Series            |
| ATP International Series Gold |
| ATP International Series      |

#### Gra pojedyncza (3–7)
| Końcowy wynik | Nr | Data                 | Turniej            | Nawierzchnia | Przeciwnik         | Wynik finału          |
| ------------- | -- | -------------------- | ------------------ | ------------ | ------------------ | --------------------- |
| Finalista     | 1. | 16 sierpnia 1998     | San Marino         | Ceglana      | Dominik Hrbatý     | 2:6, 5:7              |
| Zwycięzca     | 1. | 11 października 1998 | Palermo            | Ceglana      | Franco Squillari   | 6:3, 6:2              |
| Finalista     | 2. | 27 lutego 2000       | Meksyk             | Ceglana      | Juan Ignacio Chela | 4:6, 6:7(4)           |
| Finalista     | 3. | 5 marca 2000         | Santiago           | Ceglana      | Gustavo Kuerten    | 6:7(3), 3:6           |
| Zwycięzca     | 2. | 12 marca 2000        | Bogota             | Ceglana      | Junus al-Ajnawi    | 6:4, 7:6(5)           |
| Finalista     | 4. | 16 lipca 2000        | Gstaad             | Ceglana      | Àlex Corretja      | 1:6, 3:6              |
| Finalista     | 5. | 23 lipca 2000        | Umag               | Ceglana      | Marcelo Ríos       | 6:7(1), 6:4, 3:6      |
| Finalista     | 6. | 13 lutego 2005       | Buenos Aires       | Ceglana      | Gastón Gaudio      | 4:6, 4:6              |
| Zwycięzca     | 3. | 10 kwietnia 2005     | Casablanca         | Ceglana      | Juan Mónaco        | 6:4, 6:1              |
| Finalista     | 7. | 5 czerwca 2005       | French Open, Paryż | Ceglana      | Rafael Nadal       | 7:6(6), 3:6, 1:6, 5:7 |

#### Gra podwójna (3–0)
| Końcowy wynik | Nr | Data             | Turniej   | Nawierzchnia | Partner        | Przeciwnicy                       | Wynik finału  |
| ------------- | -- | ---------------- | --------- | ------------ | -------------- | --------------------------------- | ------------- |
| Zwycięzca     | 1. | 8 listopada 1998 | Bogota    | Ceglana      | Diego del Río  | Gábor Köves Eric Taino            | 6:7, 6:3, 6:2 |
| Zwycięzca     | 2. | 2 maja 1999      | Monachium | Ceglana      | Daniel Orsanic | Massimo Bertolini Cristian Brandi | 7:6, 3:6, 7:6 |
| Zwycięzca     | 3. | 1 sierpnia 1999  | Umag      | Ceglana      | Javier Sánchez | Massimo Bertolini Cristian Brandi | 3:6, 6:2, 6:3 |